# Telescape
Telescape è il cinquantunesimo album in studio del chitarrista statunitense Buckethead, pubblicato il 16 agosto 2013 dalla Hatboxghost Music.

## Descrizione
Ventitreesimo disco appartenente alla serie "Buckethead Pikes", Telescape è stato pubblicato inizialmente per il download digitale sul sito ufficiale dei Buckethead Pikes e sull'iTunes Store.
A differenza dei gli altri dischi appartenenti alla serie "Buckethead Pikes" che vanno dalla dodicesima alla ventiduesima edizione (tutti pubblicati in edizione limitata con copertine disegnate e numerate da Buckethead), Telescape è il secondo disco ad essere stato annunciato direttamente con una copertina e una lista tracce definite.

## Tracce
Musiche di Buckethead.
1. Pyramids Rising – 3:17
2. Between Sea and Sky – 3:00
3. Land Drawings – 3:44
4. Launch Pad – 4:04
5. Telescape 1 – 10:28
6. Telescape 2 – 7:41

## Formazione
- Buckethead – chitarra, basso, programmazione